# 群の拡大
数学において、群の拡大（ぐんのかくだい、英: group extension）は、一般に特定の正規部分群と剰余群を使って群を記述することを意味する。Q および N をふたつの群とするとき、G が N による Q の拡大 (extension) であるとは短完全列 {\displaystyle 1\to N\to G\to Q\to 1} が存在することを言う。G が N による Q の拡大（これとあべこべに "G が N の Q による拡大である" と書く文献もある）ならば G は群であり、N は G の正規部分群で剰余群 G/N は群 Q に同型となる。群の拡大は、Q と N が既知の群であるとき、群 G の性質を決定できるかという拡大の問題 (extension problem)の文脈で現れる。任意の有限群 G は極大正規部分群 N と単純剰余群 G/N を持つから、任意の有限群は有限単純群の列として構成することができる。この事実があるため、有限単純群の分類の完成は動機付けられたのであった。
部分群 N が群 G の中心に含まれるような拡大は、中心拡大 (central extension)と呼ばれる。

## 一般の拡大
群の直積が拡大になっていることはすぐに判る。G および Q がアーベル群であると仮定すると、Q の与えられた（アーベル）群 N による拡大の同型類全体の成す集合は、実は群の構造を持ち、Ext函手を使えば Ext1
Z(Q, N) に同型である。他にもいくつか一般の拡大のクラスが知られているが、可能な全ての拡大を扱うような理論は存在していない。群の拡大はふつうは拡大問題と呼称される難しい問題である。
いくつか例を考えよう。G = H × K とおくと G は H および K 双方の拡大である。もっと一般に、G が K と H との半直積 G = K ⋊ H ならば G は H の K による拡大である。同様に輪積による積を考えれば拡大の更なる例が得られる。

### 拡大問題
群 H に対してどのような群 G が H の（K による）拡大として得られるかという問いは拡大の問題と呼ばれ、19世紀の後半から深く研究がなされてきた。研究の動機としては、有限群の組成列が部分群の列 {Ai} で各 Ai+1 が Ai のある単純群による拡大であることが考えられる。有限単純群の分類により、有限単純群については完全に判っているので、拡大問題が解決されれば一般に任意の有限群の構成と分類についての十分な情報が得られるということになる。

### 拡大の分類
拡大問題を解決するというのは、H の K による拡大を全て分類すること、あるいはもっと実際的にいえば、そのような拡大全てをもっと判り易くて計算し易い数学的対象を使って表現することをいう。一般に拡大問題は非常に困難な問題で、他に条件を付け加えてやらないと意味のある拡大の分類というものは殆ど得られない。
二つの拡大がいつ同値（あるいは合同）であるかを知ることは重要である。すなわち、拡大 
{\displaystyle 1\to K{\stackrel {i}{{}\to {}}}G{\stackrel {\pi }{{}\to {}}}H\to 1}
および
{\displaystyle 1\to K{\stackrel {i'}{{}\to {}}}G'{\stackrel {\pi '}{{}\to {}}}H\to 1}

が同値 (equivalent) または合同 (congruent) であるとは、群同型 T: G →　G' が存在して、図式 
 を可換にするときに言う。この拡大の同値類全体の成す集合はしばしば Ext(H, K) と書かれる。

#### 自明な拡大
自明な拡大とは拡大
{\displaystyle 1\to K\to G\to H\to 1}
であって拡大
{\displaystyle 1\to K\to K\times H\to H\to 1}
に同値なものを言う。ここで左の射は K × H の K-成分への埋め込み、右の射は H-成分への射影である。

#### 分解型拡大の分類
準同型 s: H → G が存在して、s と商写像 π: G → H との合成が H 上で恒等写像 (π ∘ s = idH) となるものが存在するとき、拡大
{\displaystyle 1\to K\to G\to H\to 1}
は分解または分裂 (split) する、あるいは分解型であるなどという。またこのとき、s は上記の完全系列を分解するという。
分解型の拡大の分類は非常に簡単で、拡大が分解する必要十分条件は群 G が K および H の半直積となることであり、半直積自体は分類が容易（Aut(K) を K の自己同型群とすれば、半直積は H から Aut(K) への準同型と一対一に対応する）だからである。

#### 注意
一般に数学において構造 K の拡大と言ったときは通例 K を部分構造として持つ構造 L をいう（たとえば体の拡大等を参照）のであるが、群論においてはそれがあべこべになるような場合にも拡大ということばを使うことがある。これには "Ext(Q, N)"という記法が簡単に Q の N による拡大と読めるとか、群の拡大では群 Q に焦点が当てられるからとかということが理由の一部にあると考えられる。 
後述の非可換拡大に関するシュライヤー理論の論文では K の拡大がより大きな構造を与える用語法を用いている。

## 中心拡大
群 G の中心拡大とは、短完全列
{\displaystyle 1\to A\to E\to G\to 1}
で A が群 E の中心 Z(E) に含まれるものをいう。G が A に自明に作用しているときの G の A による中心拡大の同型類全体の成す集合は、2次コホモロジー群 H2(G, A) と一対一対応する。（因子団の項も参照。）
任意の群 G と任意のアーベル群 A を使って、E = A × G とおけば中心拡大の例が得られる。これは分裂型（G を E の部分群と見れば上述した意味での分裂拡大）の例でありとくに面白くは無い（コホモロジー群との対応で言えば、H2(G, A) の元 0 に対応する）ものである。もっとちゃんとした例は射影表現論において射影表現がふつうの線型表現に持ち上げられない場合に見つけることができる。
有限完全群の場合には普遍完全中心拡大が存在する。
群の中心拡大と同様に、リー環の中心拡大も完全列
{\displaystyle 0\to {\mathfrak {a}}\to {\mathfrak {e}}\to {\mathfrak {g}}\to 0}
で、{\displaystyle {\mathfrak {a}}} が {\displaystyle {\mathfrak {e}}} の中心に含まれるようなものとして定義される。
Maltsev多様体における中心拡大の一般論が存在する(Janeldze & Kelly 2000)。

### 一般の拡大の一般化
群の拡大および H3 に関する論文 (Morandi) は G の A による任意の拡大の同様の分類として準同型 G → Out(A) の言葉を用いたものを与えた。これにはコホモロジー群 H3(G, Z(A)) および H2(G, Z(A)) を含む、面倒だが明示的に確認可能な存在条件が与えられている。

### リー群の拡大
リー群論における中心拡大は代数的位相幾何学に関連して生じる。大まかに言えば、リー群の離散群による中心拡大は被覆群と同じものになっている。より精確には、連結リー群 G の連結被覆群 G* は自然に G の中心拡大となり、そのとき射影 π: G* → G は全射な群準同型である（G* 上の群構造は G の単位元に写る単位元の選び方に依存する）。例えば、G* が G の普遍被覆であるとき、同型の違いを除いて π の核は G の基本群になる（これが可換群となることはよく知られている。H空間を参照）。この構成が中心拡大を与えているのである。逆に、与えられたリー群 G と離散中心的部分群 Z に対し、剰余群 G/Z はリー群で、G はその被覆空間になる。
より一般に、中心拡大に現れる群 A, E, G がリー群で、それらの間の射がリー群準同型であるとき、それらリー群の付随するリー環をそれぞれ a, e, g とすれば、e は g の a による（リー環の）中心拡大である。理論物理学の言葉では、a の生成元はセントラルチャージと呼ばれる。これら生成元は e の中心に入る。ネーターの定理により、対称性の群の生成元は保存量に対応し、チャージと呼ばれる。
被覆群としての中心拡大の基本的な例を挙げれば
- スピン群は、特殊直交群の二重被覆であり、偶数次元の場合は射影直交群の二重被覆である。
- メタプレクティック群は斜交群の二重被覆である。

などがある。SL2(R) の場合は基本群として無限巡回群 Z を伴う。ここでの中心拡大はモジュラー形式論でよく知られており、重みが 1/2 のものがこれに当たる。対応する射影表現はヴェイユ表現であり、（この場合は実数直線上の）フーリエ変換から構成される。メタプレクティック群は量子力学にも現れる。

## 注